# 阿爾戈馬區
阿爾戈馬區（英語：Algoma District）是加拿大安大略省北部一個分區，西南面瀕臨蘇必略湖，西北鄰雷灣區，北接科克倫區，東及薩德伯里區，東南面隔休倫湖的北湖峽與馬尼圖林區對望，南面則隔聖瑪麗河與美國密芝根州契皮瓦縣為鄰，行政中心設於蘇聖瑪麗。據2011年人口普查所示，阿爾戈馬區有115870名居民。阿爾戈馬區基本上沒有任何地方行政功能，區內的服務主要由建制城鎮政府、地區服務局或直接由省政府提供。
阿爾戈馬區於1858年成立；下列行政區劃在往後年間相繼脫離阿爾戈馬區：
- 雷灣區（1871年成立）
- 馬尼圖林區（1888年成立）
- 薩德伯里區（1907年成立）
- 蒂米斯卡明區（1912年成立；其他部分來自尼皮辛區和薩德伯里區）

## 轄區
- 埃利奧特湖市（City of Elliot Lake）
- 蘇聖瑪麗市（City of Sault Ste. Marie）
- 布萊恩德河鎮（Town of Blind River）
- 布魯斯礦鎮（Town of Bruce Mines）
- 西班牙鎮（Town of Spanish）
- 塞薩隆鎮（Town of Thessalon）
- 杜布列烏爾維爾鄉（Township of Dubreuilville）
- 希爾頓鄉（Township of Hilton）
- 霍恩佩恩鄉（Township of Hornepayne）
- 曉倫湖岸鄉（Township of Huron Shores）
- 喬瑟琳鄉（Township of Jocelyn）
- 約翰遜鄉（Township of Johnson）
- 萊爾德鄉（Township of Laird）
- 麥當奴、梅雷迪思及鴨巴甸額外鄉（Township of Macdonald, Meredith and Aberdeen Additional）
- 北岸鄉（Township of The North Shore）
- 普盧默額外鄉（Township of Plummer Additional）
- 普林斯鄉（Township of Prince）
- 聖約瑟鄉（Township of St. Joseph）
- 塔巴特及塔巴特額外鄉（Township of Tarbutt and Tarbutt Additional）
- 瓦瓦鄉（Township of Wawa）
- 白河鄉（Township of White River）
- 希爾頓灘鄉（Village of Hilton Beach）

區内餘下的非建制地區則分為北部分（North Part）和東南部分（South East Part）。

## 外部連結
- 维基共享资源上的相關多媒體資源：阿爾戈馬區